# Jürgen Mack
Pour les articles homonymes, voir Mack.
Jürgen Mack, né le 3 juin 1958 à Fribourg-en-Brisgau, est un entrepreneur allemand. Fils de Liesl et Franz Mack et frère de Roland Mack avec qui il est à la direction du parc d'attractions Europa-Park, situé à Rust, en Allemagne.

## Biographie
Jürgen Mack est le deuxième fils de Liesel et Franz Mack. Il grandit avec son frère aîné Roland Mack à Waldkirch.
Il a étudié à l'université de Karlsruhe de 1978 à 1986, où il a obtenu un diplôme d'ingénieur industriel. Après avoir obtenu son diplôme, Mack a suivi une formation complémentaire d'ingénieur en soudure et a effectué des stages dans des parcs d'attractions aux États-Unis.
Il rejoint l'entreprise de son père, Europa-Park, en 1987 et devient associé-gérant aux côtés de son père Franz et de son frère Roland. Jürgen Mack est principalement responsable du personnel, des finances et du contrôle de gestion du parc. Jürgen Mack est également associé à Mack Rides à Waldkirch, qui fabrique la plupart des manèges d'Europa-Park.
Jürgen Mack est marié à l'architecte allemande Mauritia Mack. Ils ont deux enfants.
Avec son épouse, Mack s'engage dans des associations et des projets caritatifs tels que le Kinderschutzbund (association allemande pour la protection des enfants). Il a également participé au projet social We help Africa pour la Coupe du monde 2010 en Afrique du Sud, où il a agi en tant que parrain de la ville de Karlsruhe. En tant que parrain, Mack a soutenu les Championnats du monde de ski nordique junior en 2010 et le Grand Prix de ski annuel à Hinterzarten.

## Distinctions
- 2005 : Ordre du mérite de la République fédérale d'Allemagne (Bundesverdientkreuz)[2].
- 2008 : Médaille Lorenz Werthmann de Caritas pour son engagement social[9].
- 2011 : Citoyen d'honneur de Sélestat[10].
- 2015 : Médaille d'honneur de la municipalité de Rust[6].
- 2022 : Chevalier dans l’ordre des Palmes académiques[11].